# Anja Anamarija Šmajdek
Anja (Anamarija) Šmajdek je akademska kiparka, rojena 1968 v Ljubljani.

## Življenje in delo
Po končani Srednji šoli za oblikovanje je nadaljevala šolanje na Akademiji za likovno umetnost v Ljubljani. Kiparstvo je študirala pri prof. Slavku Tihcu. Diplomirala je leta 1992. Kot Fulbrightova štipendistka je študj nadaljevala na Maryland Institute College of Art v Baltimoru, ZDA. Trenutno uči likovno umetnost na Srednji šoli Josipa Jurčiča Ivančna Gorica.
Že kot študentka je vzbudila pozornost s prvo samostojno razstavo: Korak v čas: Saturnovi otroci in ovce, ovce, v kateri je trem kiparskim dimenzijam dodala časovno dimenzijo. Sledila je cela serija del, ki so jih čas in obiskovalci sooblikovali ali celo uničili: Sneženi kipi (Tememe), Dražba tortnih - pojejmo jih - umetnin, Desetnica. V tem obdobju je veliko sodelovala z galerijo Vila Katarina in na številnih skupinskih razstavah.
Izraža se tudi z videom, računalniško tehnologijo in performensom.
Leta 1997 je bila povabljena na  U3 - Trienale sodobne slovenske umetnosti, Moderna galerija Ljubljana.
Leta 2000 je z razstavo Postavljanje teleprisotnih kipov na videopoličke - Putting Telepresent Sculptures onto Video Shelves interaktivno povezala dve galeriji. Delo publike, povabljene k izrezovanju kipov iz papirja, v Neue Galerie Graz je bilo skenirano in preko računačniške povezave prikazano in razstavljeno v Mali galeriji Moderne galerije Ljubljana.
Leta 2001 je za delo Grdi kipi na razstavi ljubljanskih kiparjev, Magistrat v Ljubljani prejela Županjino nagrado.
Leta 2003 je razstavljala na 25. Mednarodnem grafičnem biennalu, MGLC, Ljubljana.
Leta 2004 je bila uvrščena na razstavo: RAZŠIRJENI prostori umetnosti : Slovenska umetnost 1985-1995, Moderna galerija Ljubljana.